# Димитрие Беширович
Димитрие Р. Беширович (на сръбски: Димитрије Р. Бешировић или Dimitrije R. Beširović) е македонски сърбоманин, политик в Кралство Югославия.

## Биография
Роден е в Гевгели, Османската империя. Става сърбоманин. Занимава се с търговия. В 1935 година е избран за делегат в Скупщината.